# Horacio Chiorazzo
Horacio José Chiorazzo (Buenos Aires, 9 de junio de 1976) es un exfutbolista argentino. Se desempeñó como delantero.
Se caracterizaba por un juego fuerte agresivo y un gran remate de larga distancia, en Bolivia su nombre es recordado por los goles realizados en Real Santa Cruz, el club que lo trajo a Bolivia; también es muy recordado el gol que le marcó a Boca Juniors mientras militaba en el Club Bolívar, con el cual derrotó al argentino en el partido de ida de la Copa Sudamericana 2004 en La Paz.

## Clubes
| Club              | País      | Año       |
| ----------------- | --------- | --------- |
| Lanús             | Argentina | 1996-1997 |
| Real Santa Cruz   | Bolivia   | 1998-2000 |
| Bolívar           | Bolivia   | 2000-2004 |
| Aucas             | Ecuador   | 2005      |
| Rangers           | Chile     | 2006      |
| Jorge Wilstermann | Bolivia   | 2006-2007 |
| Deportivo Pasto   | Colombia  | 2007      |
| Sarmiento (Junín) | Argentina | 2008      |
| Real Potosí       | Bolivia   | 2009      |
| Deportivo Español | Argentina | 2009-2010 |

## Palmarés

### Campeonatos nacionales
| Título                               | Club              | País    | Año     |
| ------------------------------------ | ----------------- | ------- | ------- |
| Liga de Fútbol Profesional Boliviano | Bolívar           | Bolivia | 2002    |
| Liga de Fútbol Profesional Boliviano | Bolívar           | Bolivia | 2004-A  |
| Liga de Fútbol Profesional Boliviano | Jorge Wilstermann | Bolivia | 2006-ST |

### Distinciones individuales
| Distinción                       | Año  |
| -------------------------------- | ---- |
| Goleador de la Copa Sudamericana | 2004 |